# Touffreville-la-Cable
Touffreville-la-Cable és un municipi francès situat al departament del Sena Marítim i a la regió de Normandia. L'any 2007 tenia 383 habitants.

## Demografia

### Població
El 2007 la població de fet de Touffreville-la-Cable era de 383 persones. Hi havia 139 famílies de les quals 16 eren unipersonals (4 homes vivint sols i 12 dones vivint soles), 48 parelles sense fills, 67 parelles amb fills i 8 famílies monoparentals amb fills.
La població ha evolucionat segons el següent gràfic:
Habitants censats

### Habitatges
El 2007 hi havia 141 habitatges, 139 eren l'habitatge principal de la família, 1 era una segona residència i 1 estava desocupat. Tots els 141 habitatges eren cases. Dels 139 habitatges principals, 134 estaven ocupats pels seus propietaris i 5 estaven llogats i ocupats pels llogaters; 14 tenien tres cambres, 37 en tenien quatre i 88 en tenien cinc o més. 107 habitatges disposaven pel capbaix d'una plaça de pàrquing. A 54 habitatges hi havia un automòbil i a 83 n'hi havia dos o més.

### Piràmide de població
La piràmide de població per edats i sexe el 2009 era:
| Homes | Edats   | Dones |
| ----- | ------- | ----- |
| 0     | 95 o +  | 0     |
| 0     | 90 a 94 | 0     |
| 0     | 85 a 89 | 0     |
| 0     | 80 a 84 | 0     |
| 4     | 75 a 79 | 0     |
| 4     | 70 a 74 | 4     |
| 4     | 65 a 69 | 12    |
| 8     | 60 a 64 | 0     |
| 8     | 55 a 59 | 8     |
| 12    | 50 a 54 | 16    |
| 20    | 45 a 49 | 12    |
| 20    | 40 a 44 | 20    |
| 20    | 35 a 39 | 12    |
| 16    | 30 a 34 | 8     |
| 4     | 25 a 29 | 20    |
| 4     | 20 a 24 | 12    |
| 28    | 15 a 19 | 20    |
| 16    | 10 a 14 | 24    |
| 20    | 5 a 9   | 8     |
| 4     | 0 a 4   | 0     |

## Economia
El 2007 la població en edat de treballar era de 262 persones, 198 eren actives i 64 eren inactives. De les 198 persones actives 181 estaven ocupades (108 homes i 73 dones) i 17 estaven aturades (4 homes i 13 dones). De les 64 persones inactives 26 estaven jubilades, 19 estaven estudiant i 19 estaven classificades com a «altres inactius».

### Ingressos
El 2009 a Touffreville-la-Cable hi havia 142 unitats fiscals que integraven 397 persones, la mediana anual d'ingressos fiscals per persona era de 22.139 €.

### Activitats econòmiques
L'any 2000 a Touffreville-la-Cable hi havia 8 explotacions agrícoles que ocupaven un total de 275 hectàrees.

## Equipaments sanitaris i escolars
El 2009 hi havia una escola maternal integrada dins d'un grup escolar amb les comunes properes formant una escola dispersa.

## Poblacions més properes
El següent diagrama mostra les poblacions més properes.